# Statsbiblioteket
Statsbiblioteket blev etableret i 1902 og virkede under det navn som universitetsbibliotek for Aarhus Universitet, som nationalbibliotek samt som Overcentral for folkebibliotekerne. Biblioteket betjente forskere, studerende og lånere fra folkebibliotekerne og bedrev biblioteksfaglig forskning. Fra 2017 er Statsbiblioteket og Det Kongelige Bibliotek fusioneret under det fælles navn Det Kgl. Bibliotek.

## Historie og tal
Statsbiblioteket åbnede i 1902 i Aarhus efter vedtagelse i Folketinget og Landstinget i 1897. Formålene var bl.a. at aflaste Det Kongelige Bibliotek og sikre det danske, pligtafleverede materiale. Også opgaverne som universitetsbibliotek for Aarhus Universitet og overcentralbibliotek for folkebibliotekerne blev en del af Statsbibliotekets virke.
Indtil 1963 havde Statsbiblioteket til huse på Vester Allé i Aarhus i den til formålet opførte bygning ”Smykkeskrinet”, tegnet af arkitekten Hack Kampmann.
I 17. juni 1963 flyttede biblioteket i nye bygninger beliggende i forbindelse med Aarhus Universitet. Det er placeret i den nordlige del af Universitetsparken, hvor det 45 meter høje gule bogtårn med magasiner fortsat er et markant vartegn. I parken foran biblioteket er der indrettet underjordiske magasiner.
I år 2000 åbnede et Sundhedsvidenskabeligt Bibliotek (nu AU Library - Sundhedsvidenskab) under Statsbiblioteket i den tidligere Fødselsanstalt, også kendt som Victor Albeck-bygningen, i den sydlige del af universitetsparken.
Ved oprettelsen modtog Statsbiblioteket ca. 100.000 bogdubletter fra Det Kongelige Bibliotek. Her udgjorde Caspar Frederik Wegeners bogsamling en grundstamme. I 2016 havde biblioteket over fem mio. fysiske bøger, tidsskrifter og andre materialer. Dertil kom adgang til mere end tre mio. elektroniske/digitale dokumenter. Desuden var biblioteket lovmæssigt forpligtet til at indsamle og opbevare radio- og tv-udsendelser samt den danske del af internettet. I 2015 udgjorde det mere end 3.000.000 GB.
I 2016 havde Statsbiblioteket 195 årsværk. Biblioteket havde ca. 632.000 besøg, og der blev foretaget ca. 584.000 fysiske udlån.
1. januar 2017 fusionerede Statsbiblioteket med Det Kongelige Bibliotek. Bibliotekerne er nu en samlet organisation under navnet Det Kgl. Bibliotek.

## Opgaver

### Udlån og vejledning
Statsbiblioteket var hovedbibliotek for Aarhus Universitet. Det betød, at biblioteket betjente forskere, undervisere og studerende ved universitetet med dokumentlevering, adgang til databaser, faglig vejledning m.v.
Desuden udførte biblioteket forskning i henhold til lov om forskning ved arkiver, biblioteker og museer under Kulturministeriet. I rammeaftalen mellem ministeriet og Statsbiblioteket for perioden 2015-2018, forpligtede biblioteket sig til at forske i information og medier.
Biblioteket fungerede også som overcentral for folkebibliotekerne. Dels ved at stille sine samlinger til rådighed, indkøbe nyere danske og udenlandske udgivelser der ikke fandtes andre steder i Danmark og dels ved at fremskaffe materialer fra ind- og udenlandske biblioteker.
Private lånere – borgere der er fyldt 18 år – kunne også benytte biblioteket og dets faciliteter. Enkelte services krævede dog tilknytning Aarhus Universitet.
BiblioteksCenter for Integration (BCI) understøtter fortsat folkebibliotekernes betjening af etniske minoriteter. Dette gøres bl.a. ved at stille bøger, musik og film til rådighed på mere end 30 sprog.
AU Library - Sundhedsvidenskab understøtter fortsat studier og forskning indenfor læge- og sundhedsvidenskaberne.

### Pligtaflevering
Derudover var biblioteket pligtafleveringsinstituition. Dvs. at biblioteket modtog danske aviser, radio- og tv-udsendelser, audio-/visuelle-udgivelser samt bøger og tidsskrifter. Opgaven var delt med Det Kongelige Bibliotek og Det Danske Filminstitut, hvor hver institution hver især havde særlige opgaver og forpligtelser. Pligtaflevering af aviser hænger sammen med loven om Statens Avissamling fra 1916, mens musikudgivelser blev en del af opgaven i 1989 ved en udvidelse af formålet med Statens Mediesamling, der blev oprettet i 1987 for at indsamle og bevare tv- og radiooptagelser.
I 2005 blev opgaverne yderligere udvidet, idet en ny pligtafleveringslov dels forpligtede Statsbiblioteket til at indsamle tv og radio, hvor det før var sket ved aftaler med udgivere, og dels forpligtede Statsbiblioteket og Det Kongelige Bibliotek til at indsamle det danske internet. Dette bliver gjort ved tværsnitshøstninger, selektive høstninger og begivenhedshøstninger af udvalgte websites, der afspejlede det danske samfund her og nu. De indsamlede danske websites gemtes for eftertiden i Netarkivet.
Statsbiblioteket fungerede som overcentral for folkebibliotekerne, dels ved at stille sine samlinger til rådighed og ved indkøb af nye udgivelser, der ikke fandtes andre steder i Danmark, samt ved at varetage funktionen som Dansk Lånecenter ved indlån af materiale fra udenlandske biblioteker.

### Reklamefilm
Danske reklamefilm er Det Kgl. Biblioteks samling af danske biografreklamer fra ca. 1950-1995 samt reklamefilm vist på TV2.

### Digitale medier
- Bibzoom.dk var bibliotekernes digitale udlånstjeneste af musik, film, podcasts, lydhistorie og retro-reklamefilm i en formidlende kontekst (anmeldelser og artikler). I dag er det alene et formidlingssite, hvor der publiceres musikrelaterede artikler, lytteguides, anbefalinger, portrætter m.v.[3]
- Mediestream er indgangen til Det Kgl. Biblioteks samlinger af digital kulturarv - herunder aviser, radio, tv og reklamefilm.[4]